# Mesoleptidea decens
Mesoleptidea decens är en stekelart som först beskrevs av Cresson 1868.  Mesoleptidea decens ingår i släktet Mesoleptidea och familjen brokparasitsteklar. Inga underarter finns listade i Catalogue of Life.